# Моделі атаки (криптоаналіз)
Моделі атаки або типи атаки у криптоаналізі є класифікацією криптографічних атак, що визначають вид доступу, який криптоаналітик має до системи, що піддається атаці, при спробі «зламати» зашифроване повідомлення (також відоме як шифротекст). Чим більший доступ може отримати криптоаналітик, тим більше корисної інформації може бути вилучено та використано для порушення роботи системи.
У криптографії відправник використовує шифр для шифрування (перетворення) секретного відкритого тексту у шифротекст, який надсилається через незахищений канал зв'язку отримувачу. Отримувач використовує інверсійний спосіб дешифрування зашифрованого тексту для отримання початкового тексту. Для застосування зворотнього шифру до зашифрованого тексту потрібен деякий секрет. Секрет — це, як правило, короткий номер або рядок символів, який називається «ключем». У криптографічній атаці сторонній криптоаналітик аналізує шифротекст, щоб спробувати «розшифрувати» шифр, тобто прочитати відкритий текст і отримати ключ, щоб можна було прочитати майбутні зашифровані повідомлення. Як правило, передбачається, що алгоритми шифрування та дешифрування є загальнодоступними та відомими криптографу, як наприклад сучасні шифри, які публікуються відкрито. Це припущення називається принципом Керкгоффза.

## Моделі
Деякі загальні моделі атак:
- Атака на основі шифротексту (COA) — в даному виді атаки передбачається, що криптоаналітик має доступ лише до шифрованого тексту та не має доступу до відкритого тексту. Цей тип атаки є найбільш поширеним випадком, який зустрічається в криптоаналізі в реальному житті, але є найслабшою атакою через відсутність достатьної інформації для криптоаналітиків. Сучасні шифри повинні бути дуже стійкими до такого типу атаки. Насправді, успішний криптоаналіз у моделі COA зазвичай вимагає, щоб криптоаналітик мав певну інформацію про відкритий текст, таку, як мова, на якій написаний відкритий текст, стандартні дані протоколу або фрейми, які є частиною відкритого тексту, і т. д.
- Атака грубої сили або  вичерпний пошук ключа  — в цій атаці всі можливі ключі проходять випробування, доки не знайдеться правильний. Кожен шифр, крім нерозривних методів теоретико-інформаційної безпеки[en] як, наприклад, шифр Вернама, є вразливим до цього методу, оскільки його складність не залежить від шифру, а лише від довжини ключа — це не вважається справжнім «криптоаналізом» шифру. Якщо ключ має N бітів, існує 2N можливих ключів для перевірки, тому атака грубої сили може вразити шифрування у найгіршому випадку, пропорційному 2N і за середній час 2N-1. Це часто використовується як стандарт порівняння для інших атак. Атаку грубої сили силу можна застосовувати лише в налаштуваннях шифрування, але криптоаналітик повинен мати достатньо інформації про відкритий текст (принаймні N бітів), щоб дозволити ідентифікацію правильного ключа після її спроби.
- Атака з відомим відкритим текстом (KPA) — в цьому типі атаки передбачається, що криптоаналітик має доступ, принаймні, до обмеженої кількості пар відкритого тексту та відповідного шифрованого тексту. Цікавий приклад можна навести з історії  Другої світової війни, під час якої Антигітлерівська коаліція використовувала відомі відкриті тексти у своїй успішній операції криптоаналізу Enigma. Зразки простих текстів називаються «шпаргалки»; цей термін походить від Блечлі-Парку та британської операції розшифровки у Другій світовій війні.[1][2]
- Атака на основі підібраного відкритого тексту (CPA) — в цій атаці криптоаналітик може вибрати ряд простих текстів, які будуть шифруватися, і мати доступ до результуючого шифрованого тексту. Це дозволяє йому досліджувати будь-які області простору станів відкритого тексту, і може дозволити йому використовувати вразливості та випадкові наслідки, які з'являються лише з певними відкритими текстами. У широко використовуваній  асиметричній криптосистемі ключ, що застосовується для шифрування відкритого тексту, публічно розповсюджується, і кожен може використовувати його, дозволяючи криптоаналітику створювати зашифрований текст будь-якого відкритого тексту, який він хоче. Отже, алгоритми публічного ключа повинні бути стійкими до всіх подібних атак.
- Атака на основі підібраного шифротексту (CCA) — в цій атаці аналітик може вибрати довільний зашифрований текст і отримати доступ до розшифрованого тексту на основі попереднього. У реальному житті це вимагатиме, щоб аналітик мав доступ до каналу зв'язку та повідомлень одержувача.
- Атаки з моделлю відкритого ключа — тип атаки, де атакуючий має певні знання про ключі шифру.[3]
- Атака сторонніми каналами — Це, насправді, не криптоаналітична атака, і не залежить від якості шифру. Це стосується використання інших даних про процес шифрування або дешифрування для отримання інформації про повідомлення, наприклад, електронний шум, вироблений шифрувальними машинами, звук, вироблений натисканням клавіш, або вимірювання часу, необхідного для виконання різних обчислень.

Різні моделі атаки використовуються для інших криптографічних примітивів або, більш загально, для всіх типів систем безпеки. Прикладами таких моделей атак є:
- Адаптивна вибрана атака повідомлень[en] для  цифрового підпису.